# Gustav Adolf-staafkerk
De Gustav Adolf-staafkerk (Duits: Gustav-Adolf-Stabkirche) is een staafkerk in Hahnenklee, een stadsdeel van de Duitse stad Goslar. De kerk is vernoemd naar de Zweedse koning Gustaaf II Adolf.
Net als de oude staafkerken, die zijn ontstaan tijdens de kerstening en daarom nog veel heidense symbolen zoals drakenkoppen en slangensymbolen bevatten, heeft de Gustav Adolf-kerk ook veel van dergelijke symbolen. Opvallend zijn de vele verwijzingen naar de scheepsbouw. De Gustav Adolf-staafkerk heeft bijvoorbeeld een kroonluchter in de vorm van een stuurrad en de bovenste vensters lijken op kajuitramen. De staafkerken uit Noorwegen zijn met circa 50 plaatsen doorgaans kleiner en wegens gebrek aan grote vensters erg donker.
Met name in de jaren 60 en 70 was de staafkerk een zeer geliefde kerk om te trouwen. Destijds werden er wel 300 huwelijken per jaar gesloten. Nog steeds is de kerk een populaire plaats om een huwelijk te sluiten.
De kerk bezit een mechanisch en elektronisch klokkenspel en regelmatig vinden er orgelconcerten plaats.
In een ranglijst van de 100 belangrijkste bouwwerken van Noord-Duitsland, samengesteld door de Norddeutscher Rundfunk, staat de kerk op de 29e plaats.

## Geschiedenis
Tot het begin van de 20e eeuw diende de bovenste verdieping van een toenmalig schoolgebouw als kerk voor de protestantse gemeenschap van Hahnenklee. Met de ontwikkeling van het toeristenverkeer in het gebied werd deze ruimte te klein.
In 1907 werd begonnen met de bouw en op 28 juni 1908 vond de wijding van de kerk plaats. De staafkerk van Borgund diende als voorbeeld bij de bouw van de kerk. Omdat de Gustav Adolf-staafkerk plaats moest bieden aan 350 gelovigen, wijkt de kerk enigszins af van het origineel.
De architect Karl Mohrman uit Hannover kreeg de opdracht een eigenzinnig kerkgebouw voor Hahnenklee te ontwerpen. Tijdens een studiereis naar Noorwegen had Mohrman kennis gemaakt met de voor Noorwegen zo typerende staafkerken en enkele daarvan uitgetekend. Hij stelde vervolgens voor een staafkerk voor Hahnenklee te bouwen. Hij onderbouwde zijn voorstel met het gegeven dat rond het jaar 900 ook in het noorden van Duitsland talrijke, op staafkerken lijkende, houten kerken werden gebouwd. Sommige van die kerken verweerden, anderen werden te klein wegens de toename van het aantal gelovigen en dus werden de houten kerken meer en meer vervangen door stenen kerken. Het neemt echter niet weg dat de bouwstijl van de kerk oorspronkelijk een voor Duitsland inheemse stijl is.
Het materiaal van de kerk, vurenhout, was afkomstig van de Bocksberg en vakmannen uit Hahnenklee bouwden de kerk in slechts 10 maanden tijd. Alhoewel de kerk strikt genomen een kopie betreft van een 800-jaar oude staafkerk, kreeg de kerk door het ongewone voorkomen al spoedig enorme bekendheid.
In het begin kon men de altaarruime nog met bewegende wanden afscheiden en zo de afgescheiden ruimte als winterkerk gebruiken.

## Afbeeldingen

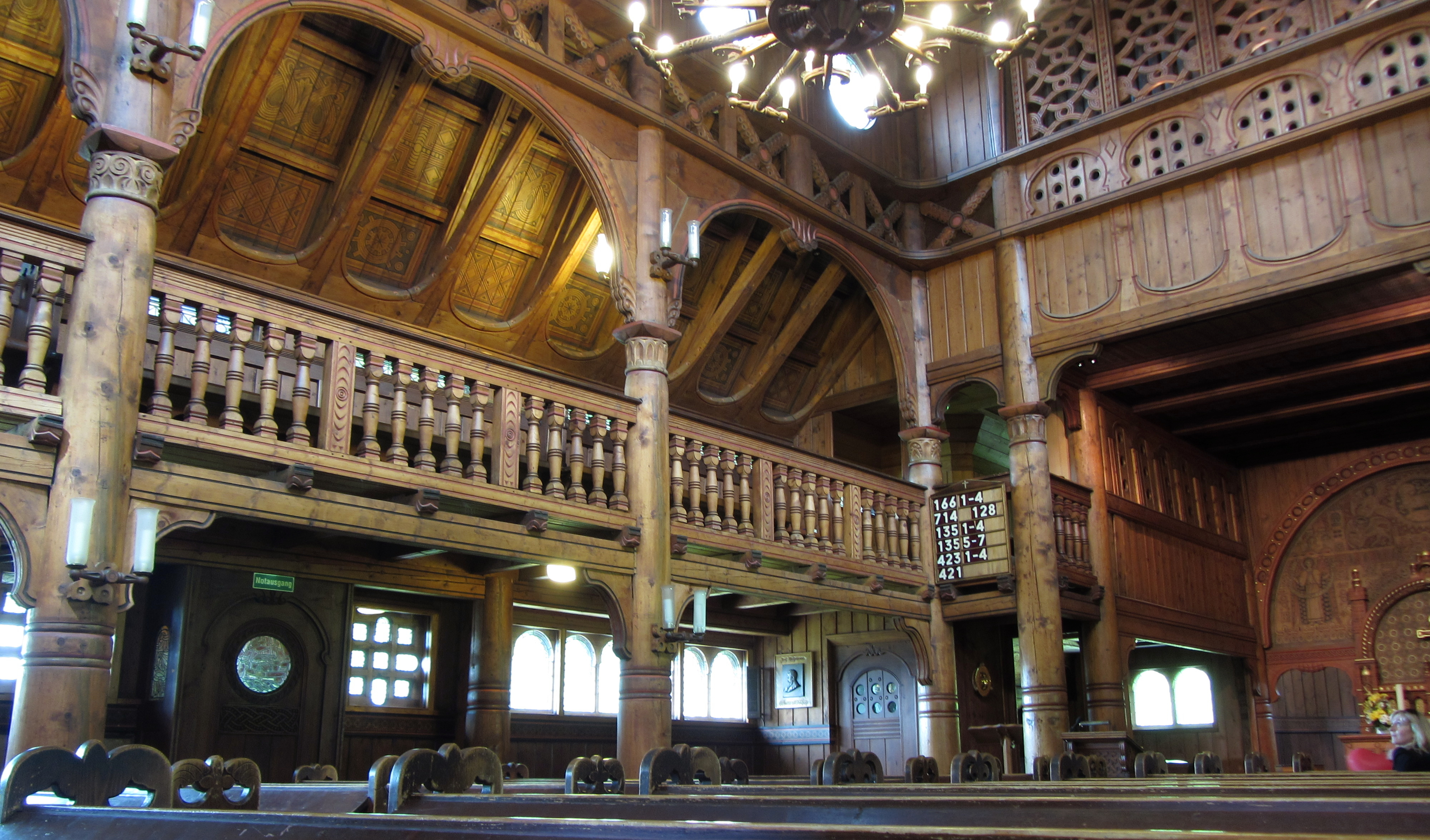
Interieur
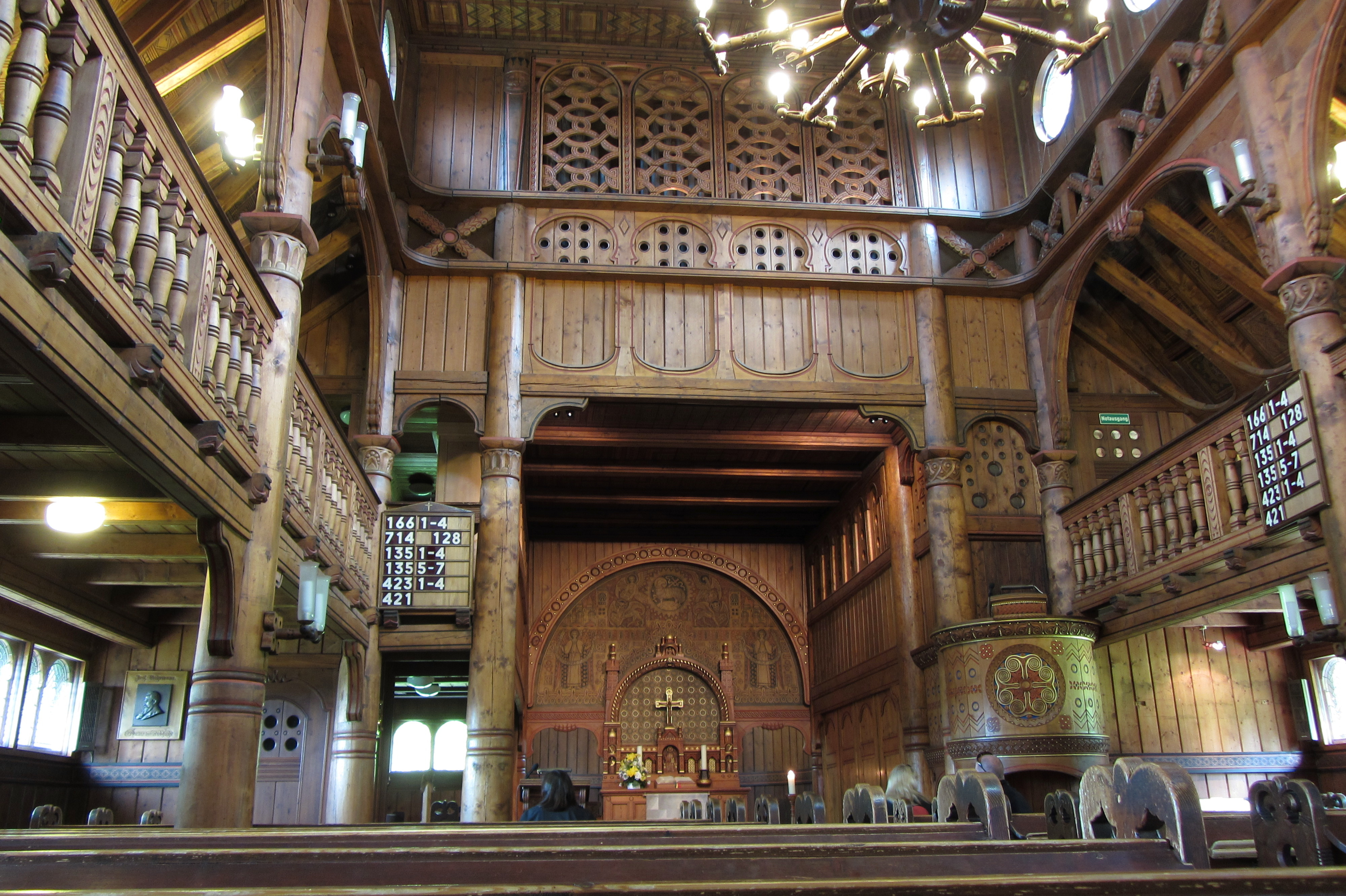
Interieur
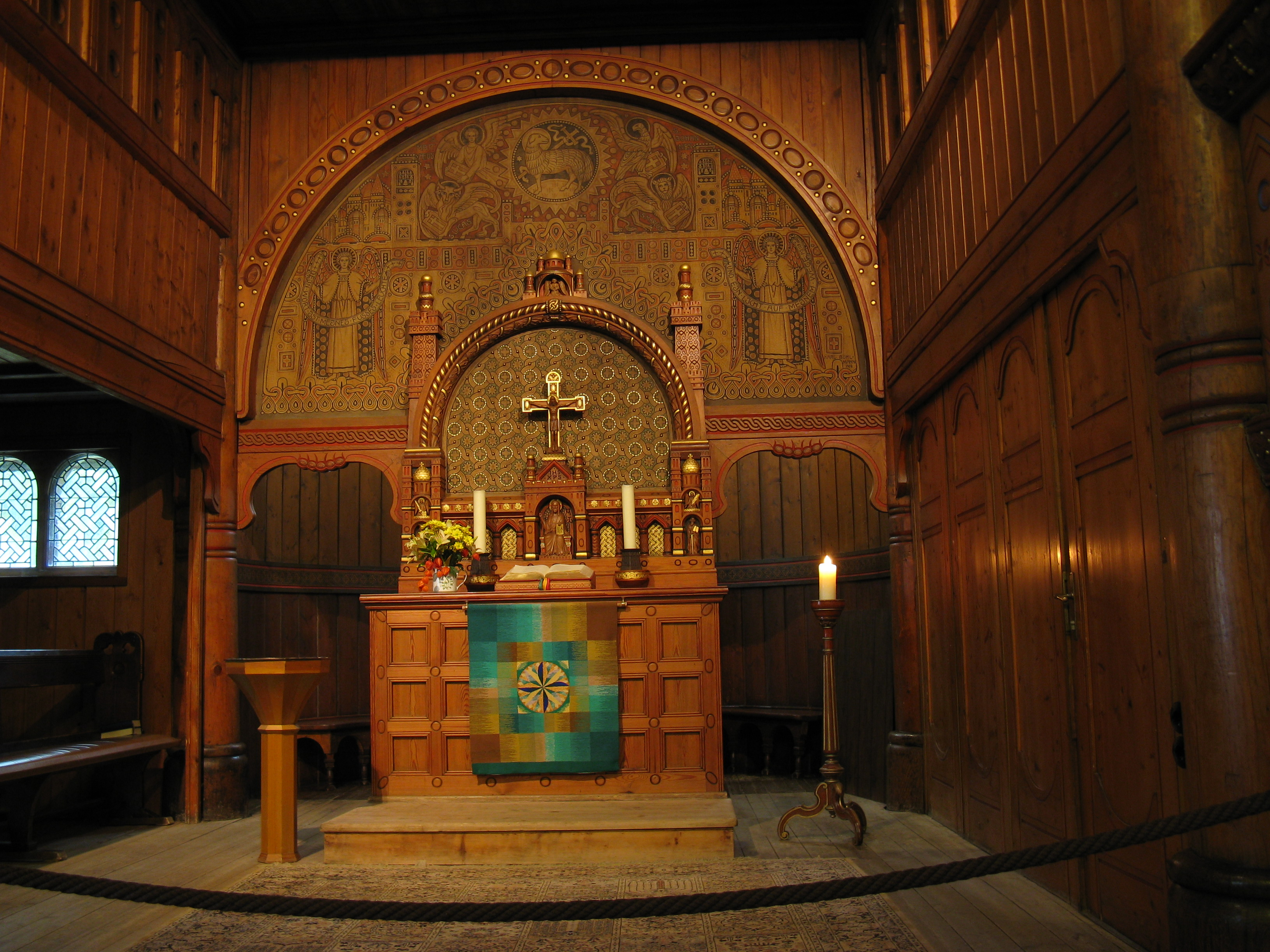
Altaar
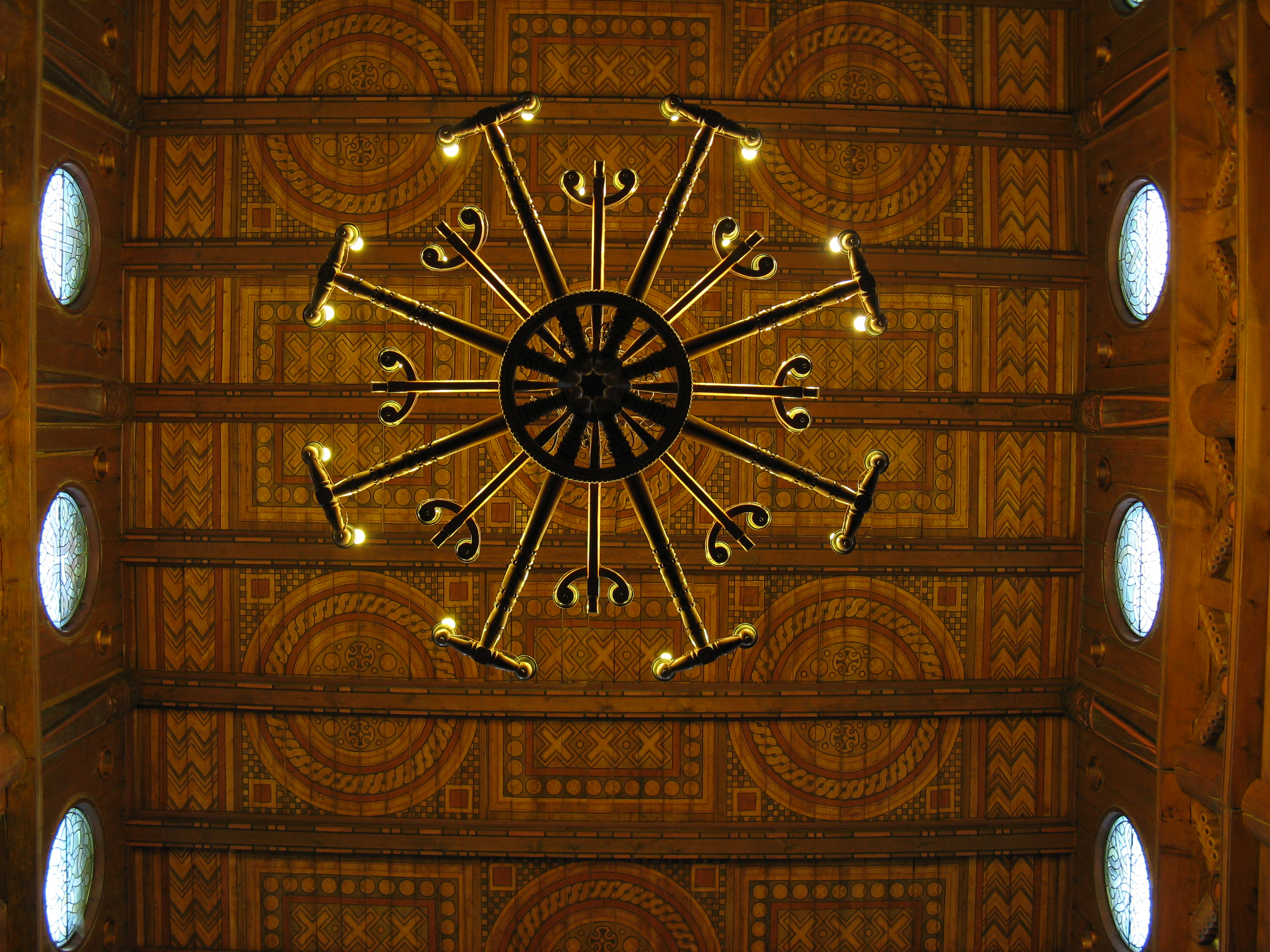
Dak en kroonluchter